# Föppl-Klammer
Die Föppl-Klammer ist eine von August Föppl eingeführte, vereinfachende Schreibweise vor allem in der Mechanik. Sie wird auch Föppl-Symbol genannt. Gelegentlich wird sie nach dem britischen Mathematiker William Herrick Macaulay auch als Macaulay-Klammer bezeichnet.

## Definition
Die Föppl-Klammer ist keine mathematische Schreibweise, sie wurde von Ingenieuren für den Gebrauch in der Technischen Mechanik übernommen.
{\displaystyle \langle x-a\rangle ^{n}={\begin{cases}0&\mathrm {f{\ddot {u}}r} ~x<a\\(x-a)^{n}&\mathrm {f{\ddot {u}}r} ~x>a\end{cases}}}
Dieser Ausdruck bedeutet, dass die Klammer für x-Werte kleiner als {\displaystyle a} 0 ist, und für Werte größer als {\displaystyle a} den Wert einer normalen Klammer {\displaystyle (x-a)^{n}} annimmt. Dabei ist zu beachten, dass die Föppl-Klammer für {\displaystyle x=a} nicht definiert ist. Für Betrachtungen in diesem Punkt sind andere Beschreibungsformen (z. B. das Gleichgewicht am differentiellen Element) nötig; jedoch sind derartige Überlegungen in den meisten Fällen nicht erforderlich.
Insbesondere beschreibt:
{\displaystyle \langle x-a\rangle ^{0}={\begin{cases}0&\mathrm {f{\ddot {u}}r} ~x<a\\1&\mathrm {f{\ddot {u}}r} ~x>a\end{cases}}}
Somit lassen sich Sprünge, z. B. in einem Kraftverlauf, durch Multiplikation der Klammer mit der Kraft (siehe Beispiel) modellieren.
Ableitung und Stammfunktion sind ebenfalls definiert:
{\displaystyle {\frac {\mathrm {d} }{\mathrm {d} x}}\langle x-a\rangle ^{n}=n\langle x-a\rangle ^{n-1}}
{\displaystyle \int \langle x-a\rangle ^{n}\mathrm {d} x={\frac {1}{n+1}}\langle x-a\rangle ^{n+1}+C}
Bei der Differentiation und bei der Integration kann das Klammersymbol wie eine runde Klammer angesehen werden.

## Verwendung
Die Föppl-Klammer erlaubt es die Kraft- und Momentenverläufe an Biegebalken und Balken in kurzer Form darzustellen. Ohne diese Darstellung wären für jede angreifende Kraft und jedes angreifende Moment eine Fallunterscheidung zu treffen.
Die Exponenten einer Föppl-Klammer sind entsprechend dem Kraft- oder Momentenverlauf zu wählen. Beispiele:
Die Flächenbelastung q(x) ist konstant: n=0; eine Kraft oder ein Moment greifen an: n=0;
die Flächenbelastung q(x) ist linear: n=1;
die Flächenbelastung q(x) ist quadratisch: n=2;
die Flächenbelastung q(x) ist kubisch: n=3 usw.
Bei der Berechnung der Querkraft Q(x) durch Integration z. B. bei einer linearen Flächenbelastung q(x) mit n=1 ergibt sich für Q(x) der Exponent n=2 und durch weitere Integration für das Biegemoment M(x) der Exponent n=3.

### Beispiel
Ein Balken der Länge l ist in seinen Endpunkten A und D statisch bestimmt gelagert.
Er wird im Punkt B durch die Kraft F und im Punkt C durch das Moment M belastet.
Es gilt für den Zusammenhang zwischen Belastung und Schnittgrößen:
{\displaystyle {\frac {\mathrm {d} Q}{\mathrm {d} x}}=-q\qquad {\frac {\mathrm {d} M}{\mathrm {d} x}}=Q}
Der Querkraftverlauf (in z-Richtung) folgt der Formel:
- mit Föppl-Klammer:

{\displaystyle Q(x)=-F_{Az}+F\langle x-f\rangle ^{0}}
Erklärung: Der Querkraftverlauf entspricht links von der Stelle f der negativen Auflagerkraft FAz, da die Föppl-Klammer bei x < f als Null definiert ist. Rechts von der Stelle f nimmt der Term den Wert 1 an, was dazu führt, dass die Last F in den Querkraftverlauf durch einen Sprung mit einfließt.
- ohne Föppl-Klammer:

{\displaystyle Q(x)={\begin{cases}-F_{Az}&\mathrm {f{\ddot {u}}r} ~0<x<f\\-F_{Az}+F&\mathrm {f{\ddot {u}}r} ~f<x<l\end{cases}}}
Der Biegemomentverlauf (um die y-Achse) folgt der Formel:
- mit Föppl-Klammer:

{\displaystyle M_{y}(x)=-F_{Az}x+F\langle x-f\rangle ^{1}+M\langle x-m\rangle ^{0}}
- ohne Föppl-Klammer:

{\displaystyle M(x)={\begin{cases}-F_{Az}x&\mathrm {f{\ddot {u}}r} ~0<x<f\\-F_{Az}x+F(x-f)&\mathrm {f{\ddot {u}}r} ~f<x<m\\-F_{Az}x+F(x-f)+M&\mathrm {f{\ddot {u}}r} ~m<x<l\end{cases}}}